# Strażnica KOP „Lejpuny”
Strażnica KOP „Lejpuny” – zasadnicza jednostka organizacyjna Korpusu Ochrony Pogranicza pełniąca służbę ochronną na granicy polsko-litewskiej.

## Formowanie i zmiany organizacyjne
W 1926 w składzie 6 Brygady Ochrony Pogranicza, został sformowany 23 batalion graniczny. W 1928 w skład batalionu wchodziło 19 strażnic. Strażnica KOP „Lejpuny” w latach 1928 – 1934 znajdowała się w strukturze 4 kompanii KOP „Wójtowo”, a w latach 1938 – 1939 w 4 kompanii KOP „Olkieniki”. Strażnica liczyła około 18 żołnierzy i rozmieszczona była przy linii granicznej z zadaniem bezpośredniej ochrony granicy państwowej.
W 1932 obsada strażnicy zakwaterowana była w budynku popolicyjnym. Strażnicę z macierzystą kompanią łączył trakt długości 12,5 km.

## Służba graniczna
Podstawową jednostką taktyczną Korpusu Ochrony Pogranicza przeznaczoną do pełnienia służby ochronnej był batalion graniczny. Odcinek batalionu dzielił się na pododcinki kompanii, a te z kolei na pododcinki strażnic, które były „zasadniczymi jednostkami pełniącymi służbę ochronną”, w sile półplutonu. Służba ochronna pełniona była systemem zmiennym, polegającym na stałym patrolowaniu strefy nadgranicznej, wystawianiu posterunków alarmowych, obserwacyjnych i kontrolnych stałych, patrolowaniu i organizowaniu zasadzek w miejscach rozpoznanych jako niebezpieczne, kontrolowaniu dokumentów i zatrzymywaniu osób podejrzanych, a także utrzymywaniu ścisłej łączności między oddziałami i władzami administracyjnymi. Strażnice KOP stanowiły pierwszy rzut ugrupowania kordonowego Korpusu Ochrony Pogranicza.
Strażnica KOP „Lejpuny” w 1932 ochraniała pododcinek granicy państwowej szerokości 3 kilometrów 300 metrów od słupa granicznego nr 533 do 539, a w 1938 pododcinek szerokości 3 kilometrów 500 metrów od słupa granicznego nr 533 do 538.
Sąsiednie strażnice:
- strażnica KOP „Czarne Kowale” ⇔ strażnica KOP „Wejksztelańce” – 1928[2], 1929[11], 1932[12], 1934[13], 1938[14]